# Tarintsi
Tarintsi ou Tarinci (en macédonien Таринци) est un village de l'est de la Macédoine du Nord, situé dans la municipalité de Karbintsi. Le village comptait 905 habitants en 2002.

## Démographie
Lors du recensement de 2002, le village comptait :
- Macédoniens : 902
- Serbes : 3